# بارك سيتي (يوتا)
بارك سيتي (بالإنجليزية: Park City, Utah)‏ هي مدينة تقع في الولايات المتحدة في مقاطعة سوميت، يوتا. يقدر عدد سكانها بـ 7,873 نسمة وترتفع عن سطح البحر 2,133.63 متر.

## التركيبة السكانية
حدّد مكتب تعداد الولايات المتحدة بيانات التركيبة السكانية لبارك سيتي في تعداد الولايات المتحدة. في ما يلي، التركيبة السكانية حسب تعدادي 2000 و2010.

### تعداد عام 2000
بلغ عدد سكان بارك سيتي 7,371 نسمة بحسب تعداد عام 2000، وبلغ عدد الأسر 2,705 أسرة وعدد العائلات 1,688 عائلة مقيمة في المدينة. في حين سجلت الكثافة السكانية 142.4 نسمة لكل كيلومتر مربع (368.8/ميل2). وبلغ عدد الوحدات السكنية 6,661 وحدة بمتوسط كثافة قدره 128.7 لكل كيلومتر مربع (333.3/ميل2).
وتوزع التركيب العرقي للمدينة بنسبة 80.50% من البيض و0.42% من الأمريكيين الأفارقة و0.30% من الأمريكيين الأصليين و1.86% من الأمريكيين ذوي الأصول الآسيوية و0.01% من سكان جزر المحيط الهادئ و15.71% من الأعراق الأخرى و1.19% من عرقين مختلطين أو أكثر و19.64% من الهسبانيون أو اللاتينيون من أي عرق.
بلغ عدد الأسر 2,705 أسرة كانت نسبة 34.4% منها لديها أطفال تحت سن الثامنة عشر تعيش معهم، وبلغت نسبة الأزواج القاطنين مع بعضهم البعض 51.9% من أصل المجموع الكلي للأسر، ونسبة 7.2% من الأسر كان لديها معيلات من الإناث دون وجود شريك، بينما كانت نسبة 3.3% من الأسر لديها معيلون من الذكور دون وجود شريكة وكانت نسبة 37.6% من غير العائلات. تألفت نسبة 21.4% من أصل جميع الأسر من عدة أفراد يعيشون في نفس المنزل ونسبة 3% كانت تتألف من شخص يعيش بمفرده يبلغ من العمر 65 عاماً أو أكثر. وبلغ متوسط حجم الأسرة المعيشية 2.72، أما متوسط حجم العائلات فبلغ 3.11.
بلغ العمر الوسطي للسكان 32.7 عاماً. وكانت نسبة 23.3% من القاطنين تحت سن الثامنة عشر، وكانت نسبة 11.4% بين الثامنة عشر والرابعة والعشرين عاماً، ونسبة 35% كانت واقعةً في الفئة العمرية ما بين الخامسة والعشرين والرابعة والأربعين عاماً، ونسبة 25.6% كانت ما بين الخامسة والأربعين والرابعة والستين، ونسبة 4.6% كانت ضمن فئة الخامسة والستين عاماً فما فوق. يوجد لكل 100 أنثى 118.7 ذكر، ويوجد لكل 100 أنثى في الثامنة عشر من عمرها فما فوق 118.8 ذكر.

### تعداد عام 2010
بلغ عدد سكان بارك سيتي 7,558 نسمة بحسب تعداد عام 2010، وبلغ عدد الأسر 2,885 أسرة وعدد العائلات 1,742 عائلة مقيمة في المدينة. في حين سجلت الكثافة السكانية 146 نسمة لكل كيلومتر مربع (378.1/ميل2). وبلغ عدد الوحدات السكنية 9,471 وحدة بمتوسط كثافة قدره 182.9 لكل كيلومتر مربع (473.7/ميل2).
وتوزع التركيب العرقي للمدينة بنسبة 80.97% من البيض و0.65% من الأمريكيين الأفارقة و0.34% من الأمريكيين الأصليين و2.06% من الأمريكيين ذوي الأصول الآسيوية و0.25% من سكان جزر المحيط الهادئ و13.46% من الأعراق الأخرى و2.26% من عرقين مختلطين أو أكثر و24.07% من الهسبانيون أو اللاتينيون من أي عرق.
بلغ عدد الأسر 2,885 أسرة كانت نسبة 28.8% منها لديها أطفال تحت سن الثامنة عشر تعيش معهم، وبلغت نسبة الأزواج القاطنين مع بعضهم البعض 48.4% من أصل المجموع الكلي للأسر، ونسبة 7.3% من الأسر كان لديها معيلات من الإناث دون وجود شريك، بينما كانت نسبة 4.7% من الأسر لديها معيلون من الذكور دون وجود شريكة وكانت نسبة 39.6% من غير العائلات. تألفت نسبة 25.8% من أصل جميع الأسر من عدة أفراد يعيشون في نفس المنزل ونسبة 4.9% كانت تتألف من شخص يعيش بمفرده يبلغ من العمر 65 عاماً أو أكثر. وبلغ متوسط حجم الأسرة المعيشية 2.60، أما متوسط حجم العائلات فبلغ 3.03.
بلغ العمر الوسطي للسكان 37.4 عاماً. وكانت نسبة 21% من القاطنين تحت سن الثامنة عشر، وكانت نسبة 9.2% بين الثامنة عشر والرابعة والعشرين عاماً، ونسبة 30.7% كانت واقعةً في الفئة العمرية ما بين الخامسة والعشرين والرابعة والأربعين عاماً، ونسبة 30.5% كانت ما بين الخامسة والأربعين والرابعة والستين، ونسبة 8.6% كانت ضمن فئة الخامسة والستين عاماً فما فوق. وتوزع التركيب الجنسي للسكان بنسبة 52.9% ذكور و47.1% إناث.

## المناخ
يظهر الجدول التالي التغييرات المناخية على مدار السنة لبارك سيتي:
| البيانات المناخية لـبارك سيتي       | البيانات المناخية لـبارك سيتي | البيانات المناخية لـبارك سيتي | البيانات المناخية لـبارك سيتي | البيانات المناخية لـبارك سيتي | البيانات المناخية لـبارك سيتي | البيانات المناخية لـبارك سيتي | البيانات المناخية لـبارك سيتي | البيانات المناخية لـبارك سيتي | البيانات المناخية لـبارك سيتي | البيانات المناخية لـبارك سيتي | البيانات المناخية لـبارك سيتي | البيانات المناخية لـبارك سيتي | البيانات المناخية لـبارك سيتي |
| الشهر                               | يناير                         | فبراير                        | مارس                          | أبريل                         | مايو                          | يونيو                         | يوليو                         | أغسطس                         | سبتمبر                        | أكتوبر                        | نوفمبر                        | ديسمبر                        | المعدل السنوي                 |
| ----------------------------------- | ----------------------------- | ----------------------------- | ----------------------------- | ----------------------------- | ----------------------------- | ----------------------------- | ----------------------------- | ----------------------------- | ----------------------------- | ----------------------------- | ----------------------------- | ----------------------------- | ----------------------------- |
| الدرجة القصوى °ف (°م)               | 64 (18)                       | 57 (14)                       | 71 (22)                       | 86 (30)                       | 91 (33)                       | 101 (38)                      | 100 (38)                      | 95 (35)                       | 91 (33)                       | 82 (28)                       | 71 (22)                       | 62 (17)                       | 101 (38)                      |
| متوسط درجة الحرارة الكبرى °ف (°م)   | 32.5 (0.3)                    | 36.1 (2.3)                    | 41.6 (5.3)                    | 53.0 (11.7)                   | 63.4 (17.4)                   | 74.3 (23.5)                   | 82.1 (27.8)                   | 79.6 (26.4)                   | 70.7 (21.5)                   | 58.4 (14.7)                   | 43.3 (6.3)                    | 34.4 (1.3)                    | 55.8 (13.2)                   |
| متوسط درجة الحرارة الصغرى °ف (°م)   | 11.8 (−11.2)                  | 15.0 (−9.4)                   | 19.9 (−6.7)                   | 27.9 (−2.3)                   | 36.3 (2.4)                    | 43.1 (6.2)                    | 50.0 (10.0)                   | 48.8 (9.3)                    | 40.5 (4.7)                    | 31.7 (−0.2)                   | 21.3 (−5.9)                   | 14.5 (−9.7)                   | 30.1 (−1.1)                   |
| أدنى درجة حرارة °ف (°م)             | −28 (−33)                     | −28 (−33)                     | −23 (−31)                     | −4 (−20)                      | 12 (−11)                      | 11 (−12)                      | 21 (−6)                       | 20 (−7)                       | 8 (−13)                       | 6 (−14)                       | −10 (−23)                     | −30 (−34)                     | −30 (−34)                     |
| الهطول إنش (مم)                     | 2.71 (69)                     | 2.36 (60)                     | 2.24 (57)                     | 1.71 (43)                     | 1.46 (37)                     | 1.13 (29)                     | 1.26 (32)                     | 1.60 (41)                     | 1.16 (29)                     | 1.57 (40)                     | 1.69 (43)                     | 2.28 (58)                     | 21.17 (538)                   |
| متوسط تساقط الثلوج إنش (سم)         | 25.8 (66)                     | 25.8 (66)                     | 24.7 (63)                     | 14.6 (37)                     | 3.9 (9.9)                     | 0.4 (1.0)                     | 0 (0)                         | 0 (0)                         | 1.4 (3.6)                     | 4.5 (11)                      | 17.9 (45)                     | 22.8 (58)                     | 141.8 (360.5)                 |
| متوسط أيام هطول الأمطار (≥ 0.01 in) | 9                             | 9                             | 9                             | 8                             | 6                             | 5                             | 4                             | 5                             | 5                             | 6                             | 7                             | 8                             | 81                            |
| المصدر:                             |                               |                               |                               |                               |                               |                               |                               |                               |                               |                               |                               |                               |                               |

## معرض صور

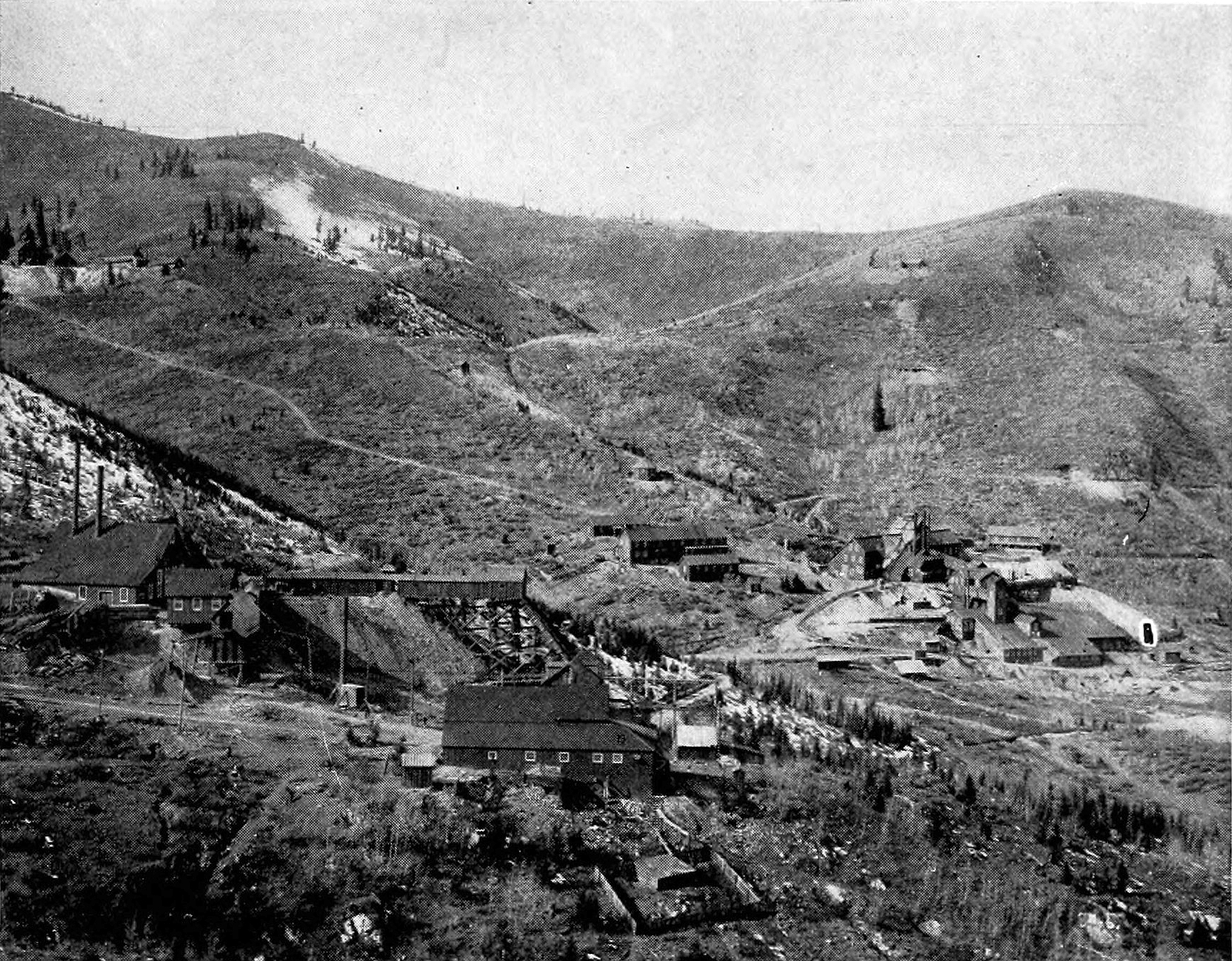
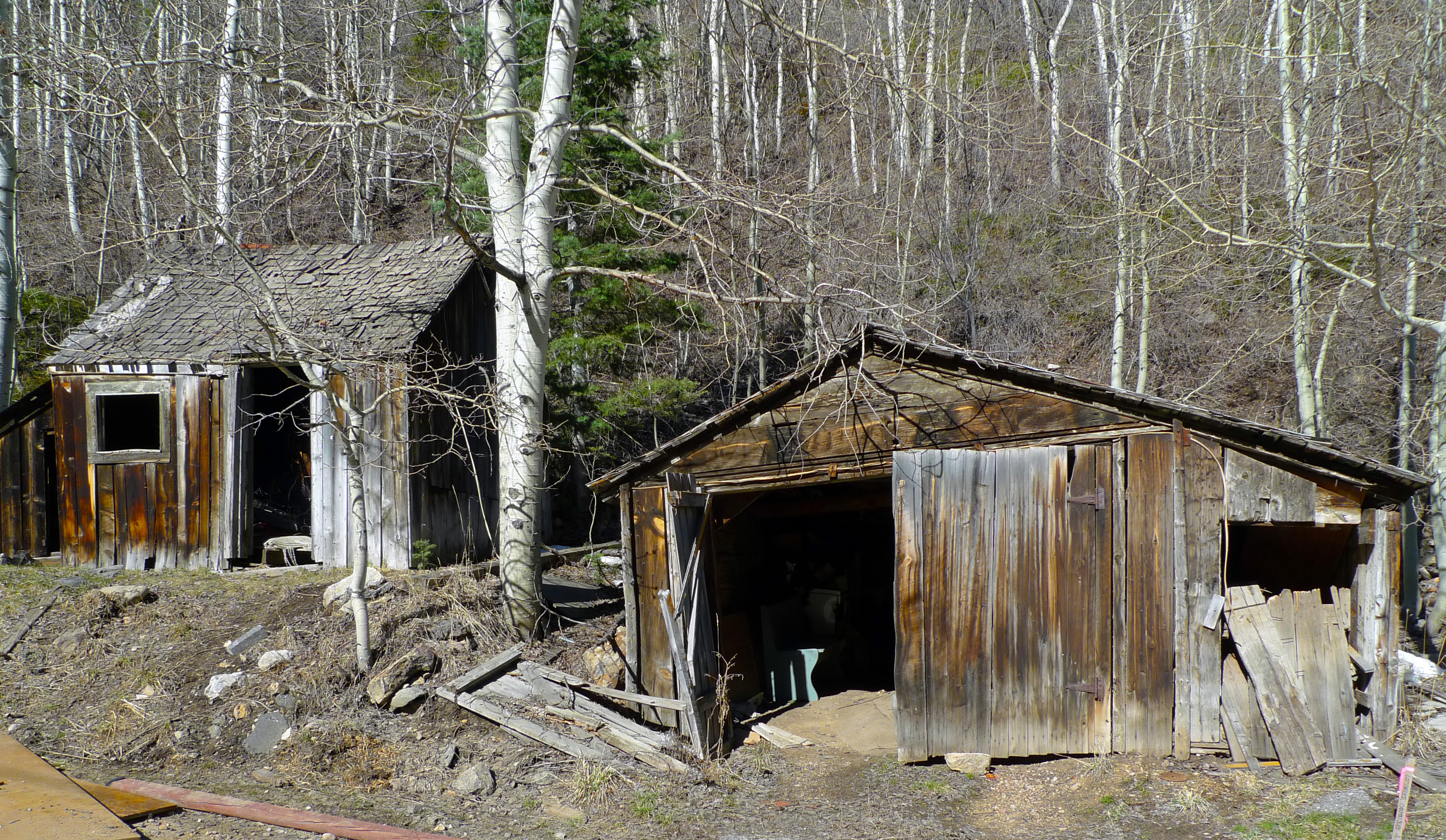
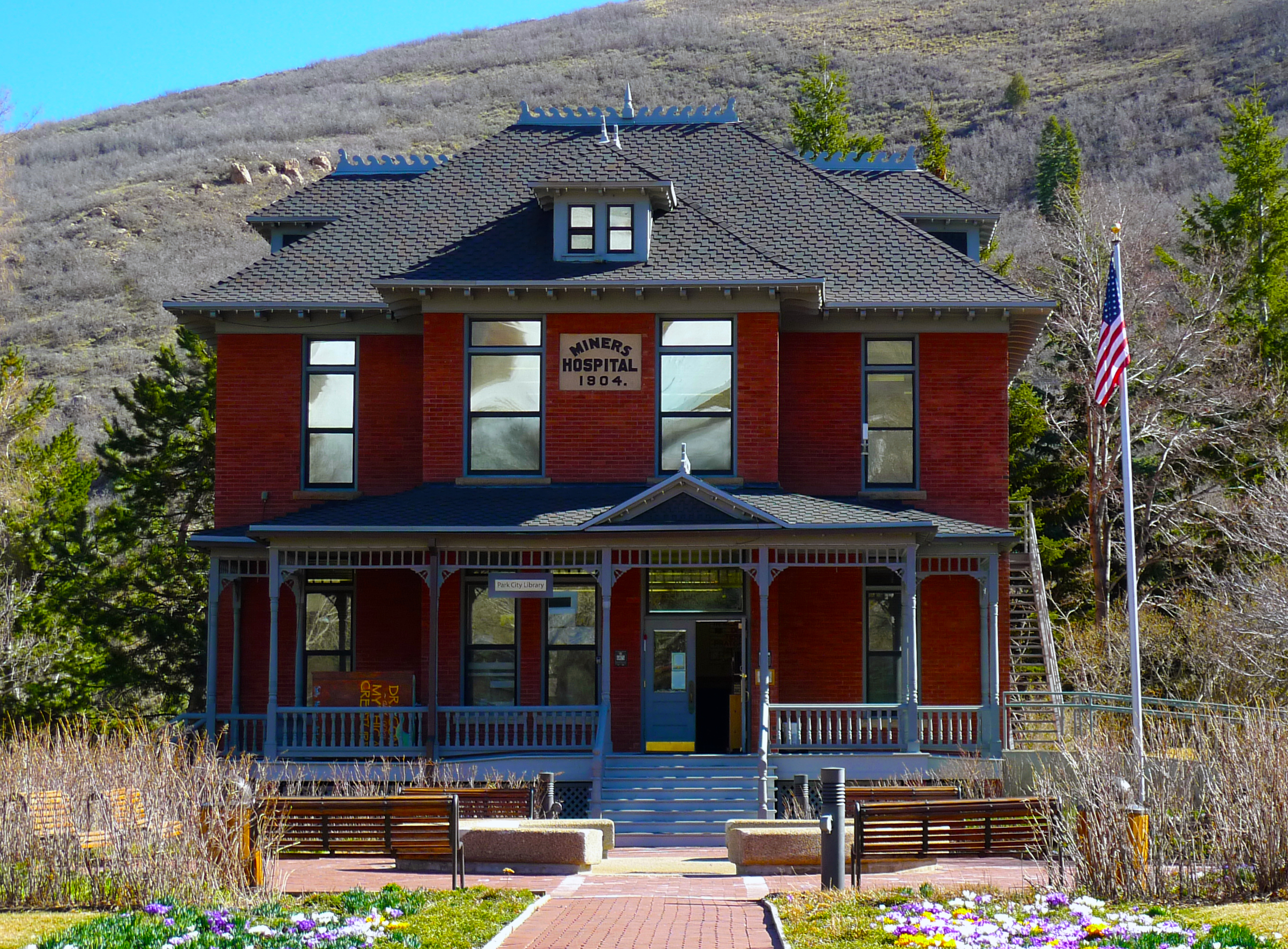
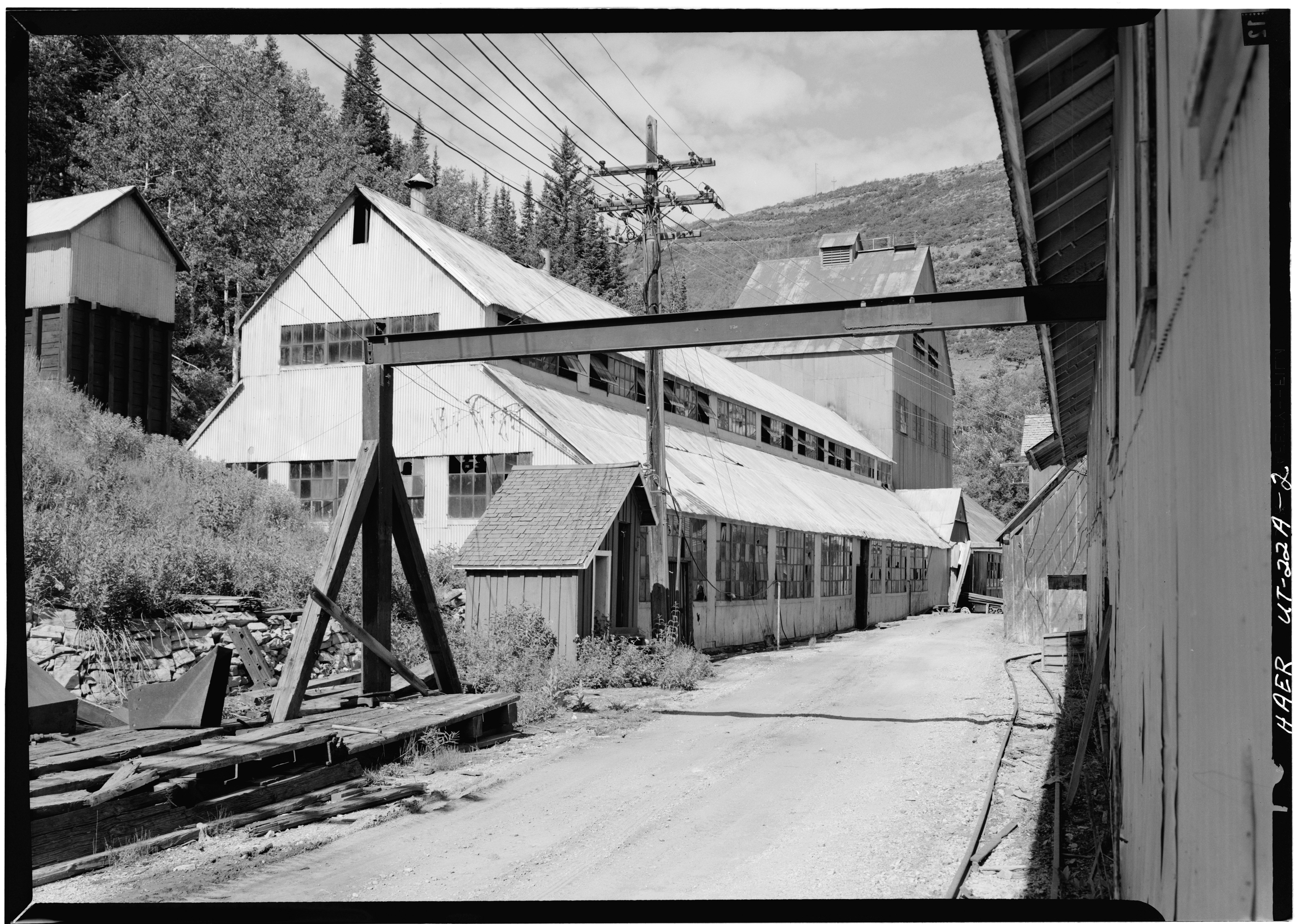
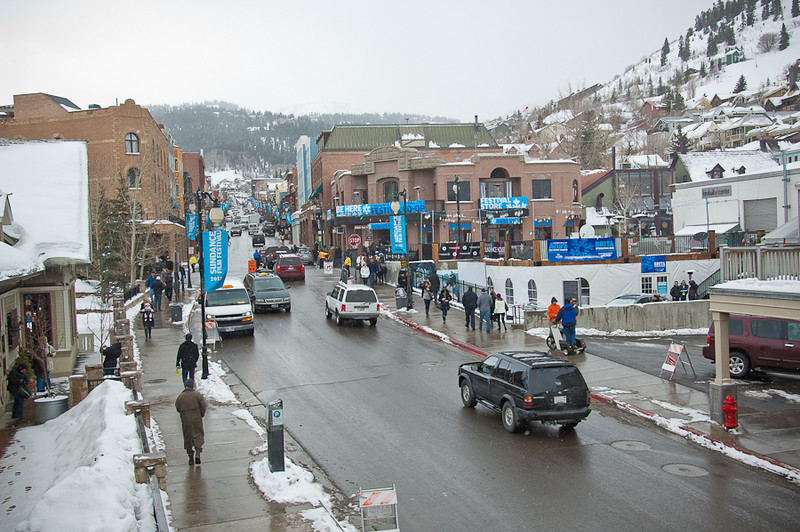

## أعلام
- ستيفن هولكومب
- بيرت يانسي
- جون باور
- شتاين إريكسن
- ويليام مورتنسن